# Галарате (Козенца)
Галарате (итал. Gallarate) је насеље у Италији у округу Козенца, региону Калабрија.
Према процени из 2011. у насељу је живело 91 становника. Насеље се налази на надморској висини од 4 м.